# Ismail Mire
Ismail Mire Elmi (* 1862 in Buhoodle, im heutigen Somalien; † 1950 in der Region Ogaden) war ein somalischer Dichter und Soldat. Er diente als Kommandeur in der Derwischbewegung. Der Flughafen Ismail Mire Airport in Buhoodle ist nach ihm benannt.

## Leben
Ismail Mire lebte ein Nomadenleben, bevor er sich Mohammed Abdullah Hassan anschloss, dem Führer der Derwischbewegung. 1910 griffen er und seine Kavallerie die Stadt Berbera an, damals Verwaltungszentrum von Britisch-Somaliland. Dieser gewagte Angriff hat die Bevölkerung der Stadt tief beeindruckt und war ein wichtiger psychologischer Sieg. 1913 führte er in Dul Madoba die Derwischtruppen zum Sieg über eine britische Armee und tötete den britischen Befehlshaber Richard Corfield. Um Mohammed Abdullah Hassan über die Schlacht zu informieren, sandte er ihm ein Gedicht.
Mire nutzte sein Talent als Dichter, um die Bevölkerung durch seine Gedichte für den Dschihad gegen die Kolonialmächte zu inspirieren. Als sich seine Frau beschwerte, dass er so abwesend sei, schrieb er ein Gedicht, in dem er feststellte, dass der Kampf für sein Land und seinen Glauben wichtiger sei als Familie und ein ruhiges Leben. Seine somalischen Gegner reagierten ebenfalls mit Gedichten, in denen sie Mire und seinen Kampf kritisierten.
1920 wurde der Derwischstaat endgültig von den Briten besiegt, als die Royal Air Force die Hauptstadt Taleh und einige andere wichtige Orte bombardierte. Mit Ausnahme seiner Frau starb die gesamte Familie Ismail Mires. Nach der Niederlage zogen er und seine Frau sich als Nomaden in Nordsomalia zurück. Dort kritisierte er weiterhin die neuen Herrscher mit seinen Gedichten. Ein guter Freund von ihm wurde 1936 ermordet, was ihn dazu veranlasste, Gedichte über dieses Ereignis zu schreiben. Als der Sohn des ermordeten Mannes sich 1946 an einem der Täter rächte, wurde Ismail Mire wegen Anstiftung zu Gewalt in seinen Gedichten verhaftet. Nach seiner Freilassung lebte er wieder als Nomade; um 1950 starb er in der Region Ogaden.